# Франко-індіанські війни
Франко-англійські конфлікти в Північній Америці — серія збройних зіткнень між французькими колоніями (Нова Франція) та англійськими колоніями (13 колоній) у Північній Америці. У США ці війни називаються війна з французами та індіанцями (англ. French and Indian Wars), у Канаді (Квебеку) — міжколоніальними. Цим зіткненням передували "боброві війни". Основною причиною воєн було бажання кожної країни взяти під свій контроль внутрішні території Америки, а також регіон навколо Гудзонової затоки; обидва вважалися важливими для панування у торгівлі хутром.

## Огляд
Війни у Північній Америці та пов'язані з ними війни в Європі:
| Роки війни | Північноамериканські війни                                                                 | Європейські війни                                     | Мирні договори             |
| ---------- | ------------------------------------------------------------------------------------------ | ----------------------------------------------------- | -------------------------- |
| 1689–97    | Війна короля Вільгельма 1-я міжколоніальна війна (у Квебеку)                               | Війна Аугсбурзької ліги                               | Риквіцький мирний договір  |
| 1702–13    | Війна королеви Анни 2-я міжколоніальна війна                                               | Війна за іспанську спадщину                           | Утрехтський мирний договір |
| 1744–48    | Війна короля Георга 3-я міжколоніальна війна                                               | Війна за вухо Дженкінса Війна за австрійську спадщину | Другий Аахенський світ     |
| 1754–63    | Північноамериканський театр Семирічної війни 4-та міжколоніальна війна (або завойовницька) | Семирічна війна                                       | Паризький мирний договір   |

Називати конфлікти на честь того британського монарха — це традиція в історії Сполучених Штатів, пов'язана з переважанням англійців у більшості ранніх європейських поселень. Канадська традиція використовує назву більшого європейського конфлікту (наприклад, «Війна Аугсбурзької ліги», а не «Війна короля Вільгельма») або називає війни міжколоніальними війнами.
У міру продовження воєн військова перевага переходила на бік британців. Це було головним чином наслідком більшої чисельності населення та виробничої потужності британських колоній у порівнянні з французькими. До того ж британці мали більше можливостей поповнювати запаси своїх колоній та посилювати військову міць із моря. У перших трьох конфліктах французи змогли значною мірою компенсувати ці фактори за рахунок більш ефективної мобілізації індіанських союзників, але зрештою зазнали поразки в четвертій та останній війні.
Перемога англійців зіграла роль остаточної втрати їх тринадцяти американських колоній. Без загрози французького вторгнення американські колонії не бачили особливої потреби у британському військовому захисті. Крім того, американський народ обурювався спробами британців обмежити колонізацію нових французьких територій на захід від Аппалачських гір, як зазначено в Декларації 1763 року, з метою зменшити посягання на індіанські території. Цей тиск призвів до Американської революції та війни за незалежність.
Перші три франко-англійські війни проходили за тим самим зразком: всі вони почалися в Європі, а потім перемістилися в Північну Америку. Коли конфлікт переходив у Північну Америку, переважно його вели колоніальні ополчення. Останній конфлікт зламав цю схему, розпочавшись у Північній Америці. Крім того, британці використали більше регулярних військ поряд із колоніальною міліцією. Франція була змушена поступитися своїми широкими територіями в сучасній Канаді і Луїзіані. Перемога Великої Британії звела французьку імперію Нового Світу до Сен-П'єра та Мікелону (два острови у Ньюфаундленді), кількох островів Вест-Індії та Французької Гвіани.

## Війна

### Оперативні цілі

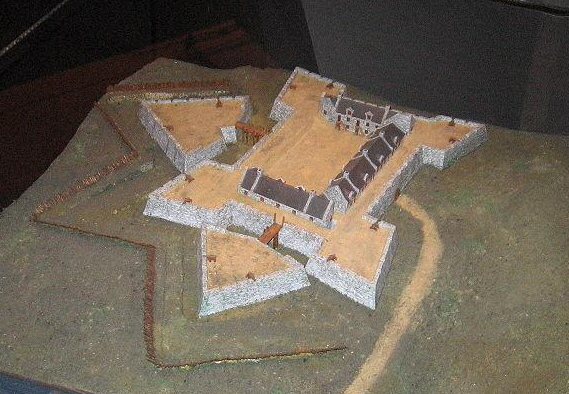
Форт Карільйон контролював переправу між озером Джордж і озером Шамплейн.

Воюючі сторони прагнули, загалом, контролювати основні транспортні та торгові шляхи, не тільки морські шляхи, що пов'язували колонії з метрополією, або сухопутні маршрути, що існували між різними колоніями, але також основні торгові шляхи, що ведуть до внутрішніх територій Північної Америки. Зазвичай вони проходили вздовж озер і річок і тяглися від Атлантики до Міссісіпі. Багато індіанських народів жили вздовж цих шляхів і були залучені до війни між великими державами Європи. Воюючі сторони будували укріплені позиції у великих транспортних вузлах і просили допомоги у місцевого корінного населення для їхнього захисту та нападу на позиції противника.

### Європейська тактика

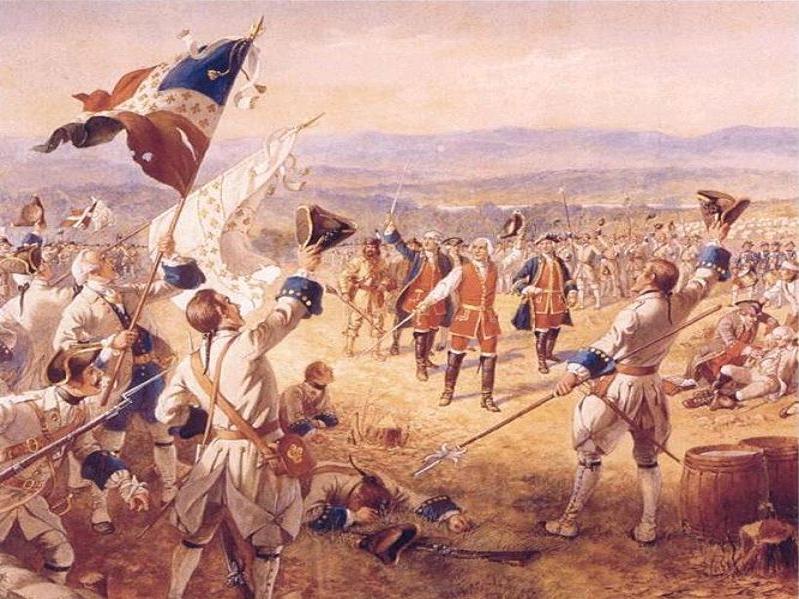
У битві при Карильоні французи здобули рідкісну перемогу у битві, яка велася відповідно до європейських тактичних доктрин.

Поширена думка, що європейські методи ведення бою та військова тактика не були адаптовані до американських лісів та військового мистецтва корінних американців. Тому вважається, що англійські колоністи розробили нові бойові прийоми під впливом індіанських методів ведення бою. Ці методи, які включали маскування та атаки із засідок, імовірно, були причиною того, що колоністи остаточно перемогли французьку, а потім і британську армію під час американської Війни за незалежність. Насправді франко-англійські війни були нарешті виграні Британією завдяки застосуванню традиційної європейської тактики. Фортеця Луїсбур здавалася двічі після облоги, проведеної відповідно до правил європейської війни, а битва на Полях Авраама у 1759 р. була європейською битвою, яка велася на відкритій місцевості в класичних щільних побудовах .

### Мала війна
Хоча, зрештою, безуспішно, французи боролися відповідно до тактичної доктрини, яку сучасники називали малою війною фр. la Petite guerre, або як сьогодні партизанською війною. Мала чисельність французьких військ у Північній Америці унеможливлювала ведення війни відповідно до стандартної європейської тактики. Тому французи значною мірою використовували союзників із числа корінних народів. Невелике французьке населення, залежність Нової Франції від хутрової торгівлі, вигідною як французів, так корінних американців, і навіть загальна загроза із боку британських колоній зробила корінні народи добровільними союзниками. Битва при Мононгахілі була найбільшим досягненням тактики малої війни. Але наприкінці франко-англійських воєн чисельна перевага англійців стала переважною, незважаючи на мобілізацію майже всього чоловічого населення Канади, і стандартна європейська тактика призвела до перемоги.

## Європейські збройні сили

### Велика Британія
Британські збройні сили складалися з регулярних полків та незалежних рот британської армії; провінційні полки, створені кількома колоніями Британської Америки, та колоніальна міліція.

#### Британська армія
Британська армія мала два типи підрозділів у Північній Америці: регулярні полки, що служать у колоніях протягом більш менш тривалого періоду часу, зазвичай відправляються туди тільки після початку війни, і незалежні роти, що постійно базуються в колоніях як гарнізони фортів і фортець. Британська армія, головним чином, набиралася серед бідних верств населення та криміналітету; проте незалежні роти мали нижчий статус. Їх лави часто поповнювалися людьми, які звільнилися з регулярної служби — переважно колишніми солдатами, але й дезертирами. На офіцерів часто висували з унтер-офіцерів. Незалежні роти укорінилися в місцевому суспільстві, часто перетворюючи військову службу на побічне заняття цивільного населення і залишаючись у колоніях після закінчення терміну призову .

#### Провінційні війська
Коли почалася війна, кілька колоній організували свої власні збройні сили, провінційні війська шляхом тимчасового набору. Солдати походили з нижчих верств суспільства, що зовсім на підвищувало їх надійність чи ефективність. Колонії Массачусетс-Бей, Нью-Йорк і Коннектикут зазвичай мобілізували великі контингенти, тоді як південні колонії завжди дуже неохоче вносили внесок у спільну справу. Британська армія дотримувалася невисокої думки про боєздатність провінційних військ, за винятком підрозділів рейнджерів . Під час спільних операцій провінційні війська підпорядковувалися дуже строгому британському військовому статуту. Офіцери провінційних військ мали нижчий відносний ранг, ніж офіцери регулярної армії; провінційний штаб-офіцер прирівнювався до британського капітана, хоча такі офіцери були членами колоніальної еліти, часто членами колоніальних законодавчих органів. Суперечки про звання та прецедентів між офіцерами регулярної армії та провінційними офіцерами були звичайним явищем. Молодші провінційні офіцери часто були популярні як офіцери ополчення і легко могли завербувати роту людей .

#### Колоніальне ополчення
У кожній колонії було своє ополчення, куди в принципі входили всі працездатні чоловіки віком від 16 до 60 років. Насправді, членство в ополченні обмежувалося найбільш значними членами суспільства, оскільки кожен міліціонер мав забезпечити себе мушкетом, ранцем, порохом, кулями, кремнем та мечем. Кожна місцева громада організувала власне ополчення. Офіцери або призначалися губернатором, або обиралися чоловіками. Головним завданням ополчення була місцева оборона, що рідко задіяна в польових умовах .

### Франція
Ядро збройних сил Нової Франції складала колоніальна морська піхота. Лише під час четвертої війни до Канади було перекинуто частини Королівської французької армії. Колоніальне ополчення мало більшого значення, ніж його аналог у Британській Америці.

#### Морська піхота
Французькі колонії керувалися через військово-морського міністра, а війська флоту розташовувалися в гарнізонах Нової Франції. Французькі морські піхотинці були організовані у незалежні роти. Під час франко-англійських воєн у Північній Америці також розташовувалися роти морських артилеристів. Нижні чини морської піхоти набиралися мови у Франції, але офіцерський корпус ставав дедалі канадським з допомогою вербування синів офіцерів. Просування по службі було лише з допомогою заслуг; купівля чинів було заборонено. Британські рейнджери були спробою повторити тактику французьких колоніальних морських піхотинців. У складі Королівського військово-морського флоту Франції також працював швейцарський полк де Каррер. Його база знаходилася в Рошфорі, але його роти несли службу в Північній Америці та на Карибах .

#### Французька армія
У 1754 році в Нову Францію було перекинуто шість батальйонів з полків Артуа, Беарн, Бургонь, Гуйєн, Лангедок і Ла Рейн. У 1757 році з полків Роял Руссилон і Ла Сар прибули два додаткові батальйони, а наступного року ще два батальйони з де Беррі. Також через Атлантику було перекинуто артилерійську роту .

#### Колоніальне ополчення
Канадське колоніальне ополчення мало значно вищий моральний дух і боєздатність, ніж британські провінційні війська та ополчення британських колоній. Однак це було правдою лише тоді, коли вони використовувалися як ополчення чи партизани. Крім бойової ролі, канадське ополчення також виконувало важливі завдання в тилу, такі як перевезення та будівництво доріг .

## Індіанські союзники

### Британські союзники
Ліга ірокезів відігравала важливу стратегічну роль у боротьбі між Великою Британією та Францією за північний схід Америки через своє розташування на схід та південь від озера Онтаріо . Агресивна військова та торговельна політика Ліги дала ірокезам контроль над значними частинами країни, змусивши до підпорядкування багато дрібніших індіанських племен. Система альянсів та договорів Ланцюг Завіту (англ. Covenant Chain об'єднала ірокезів з колонією Нью-Йорк та іншими британськими колоніями в угоді, яка загалом пішла на користь сторонам і зрештою була катастрофічною для Франції.

### Французькі союзники
Франція визнала незалежність індіанських племен, одночасно проголосивши суверенітет над своєю територією, а також право захищати інтереси своїх індіанських союзників перед іншими європейськими державами. Французькі союзники прийняли цей протекторат, оскільки він дозволяв самоврядування та традиційний спосіб життя. Мікмаки та абенаки прийняли католицизм, оскільки він підтвердив їхнє братство з французами у боротьбі проти британців. Поряд з мікмаками та абенаками головними союзниками Франції були місцеві індіанці (фр. indiens domiciliés), які мешкали в католицьких місіях у Новій Франції. Релігійні причини та необхідність сховатися від нападу англійців мотивували їхнє переселення на територію Франції. Після закінчення воєн усі місцеві індіанці об'єдналися у Конфедерацію семи націй Канади.

### Зіткнення з індіанцями
Під час зіткнень між європейськими колоніальними державами та американськими індіанцями виникла модель ведення війни, яка характеризувала чотири великі франко-англійські війни. Між деякими індіанськими племенами та деякими колоніями утворилася складна мережа відносин, причому індіанські племена ставали союзниками колоніальних держав. Ці союзи були результатом економічних зв'язків, які були сформовані торгівлею хутром та потребою індіанських племен у союзниках проти їхніх індіанських суперників. Війна включала широко поширені і наростаючі зловживання щодо цивільного населення з усіх боків, в ході яких піддавалися нападам поселення, як колоніальні, так і індіанські, жителі вбивали і викрадали, а будинки і посіви спалювали.